# Loimaa vasútállomás
A Loimaa vasútállomás Finnországban, Loimaa településen található.

## Vasútvonalak
Az állomást az alábbi vasútvonalak érintik:
- Turku–Toijala-vasútvonal

## Kapcsolódó állomások
A vasútállomáshoz az alábbi állomások vannak a legközelebb:
- Turku pályaudvar